# Sezione di Archivio di Stato di Barletta
La Sezione di Archivio di Stato di Barletta è una delle due sezioni che compongono l'Archivio di Stato di Bari.
Conserva la documentazione storica prodotta dalle amministrazioni comunali e provinciali del territorio della Provincia di Barletta-Andria-Trani.

## Storia
La sezione fu istituita nel 1973 per allocare il patrimonio archivistico e storiografico dell'ex circondario di Barletta e del distretto militare locale.
È previsto in futuro il trasloco della sede archivistica, dalla attuale alla nuova, sita in via Manfredi, nell'ex caserma Stennio, facente parte di un complesso monastico risalente al 1100.
Fino al 2010 ha ospitato una scuola di restauro.

## Patrimonio
Il patrimonio contenuto nell'archivio si estende per oltre 4 km lineari di documentazione.
Sono presenti in archivio fondi preunitari e fondi registrati dal 1861 in poi.
Il documento più antico è rappresentato da una pergamena risalente al 1583.